# Green Green Grass of Home
Green Green Grass of Home är en countrylåt som skrevs av Claude "Curly" Putman Jr. och ursprungligen gjordes populär av Porter Wagoner 1965 och Bobby Bare samma år. En inspelning av Tom Jones 1966 då den toppade den brittiska singellistan den 1 december 1966, och stannade där i totalt sju veckor. Den hade tidigare det året spelats in av Jerry Lee Lewis, utan några större framgångar.
Sången har spelats in som cover, till exempel av Elvis Presley 1975 och av Johnny Cash på hans album At Folsom Prison 1968, Kenny Rogers på hans självbetitlade album, Kenny Rogers 1976, Porter Wagoner, och av Stompin' Tom Connors på hans album Stompin' Tom Connors, 'LIVE' at the Horseshoe 1971. Freddy Quinn sjöng in låten på tyska. Men han behöll Green green grass of home på engelska i refrängen. En annan tysk version har också sjungits in. "Der Weg züruck nach Haus", av bland annat Rocco Granata och Jürgen Herbst. Den sjöngs helt på tyska. Melodin har även sjungits in på franska av Albert Babin och Nana Mouskouri "Le toit de ma maision". En annan fransk version sjöns in av Dalida. "Les grilles de ma maison. Portugisiska av Geraldo Figueriedo "Os Verdes Campos da Minha Terra". På tjeckiska av Pavel Novak "Vim ze jen snim". På norska har den sjungits in som "Min barndoms by" av Nora Brockstedt och The Vanguards. En text på serbiska har sjungits in av Riblia Corba "Zelena trava doma mog". På finska sjöngs den in av bland annat Lasse Mårtenson.   " On ihmeen hyvä kottin tulla taas". Med text på svenska av Stikkan Anderson, som "En sång en gång för längesen", hade Hootenanny Singers och Jan Malmsjö  varsin Svensktoppshit med sången 1967, i sex respektive 33 veckor . Med denna text spelades låten även in av Jerry Williams 1967. och av Lotta Engbergs 1997 på albumet Tolv i topp.  En annan svensk text. En andlig sång har spelats  in av Nenne och Emilia Lindberg.  " Jag är på väg" . 

## Listplaceringar

### Tom Jones
| Lista (1966-1967) | Topplacering           |
| ----------------- | ---------------------- |
| Australien        | 1 (Go Set)             |
| Danmark           | 3 (DR "Top 20")        |
| Finland           | 5                      |
| Irland            | 1                      |
| Kanada            | 5                      |
| Nederländerna     | 2                      |
| Norge             | 1                      |
| Nya Zeeland       | 2 (NZ Listner)         |
| Storbritannien    | 1                      |
| Sverige           | 3 (Kvällstoppen)       |
| USA               | 11 (Billboard Hot 100) |
| Västtyskland      | 6                      |
| Österrike         | 2                      |